# Gnophomyia spinibasis
Gnophomyia spinibasis is een tweevleugelige uit de familie steltmuggen (Limoniidae). De soort komt voor in het Neotropisch gebied.